# 쓰루마키온센역
쓰루마키온센역(일본어: 鶴巻温泉駅→쓰루마키온천역)은 일본 가나가와현 하다노시에 위치한 오다큐 전철 오다와라선의 역이다. 역 번호는 OH 37이다.

## 역 구조
상대식 승강장 2면 2선의 지상역이다. 승강장 사이로는 과선교로 이동할 수 있다.
역사는 이세하라 방향에 있는 1번 승강장이 남쪽 출입구, 2번 승강장이 북쪽 출입구이 되고, 동시에 자동 매표기와 자동 개찰기, 자동 정산기가 설치되어 있다. 역무원이 배치되어 있는 것은 북쪽 출입구뿐이다. 첫 열차부터에서 7:15까지는 역무원의 배치역이다. 남쪽 출입구는 개설할 때 역사가 설치되었으나 후에 여관 거리는 북쪽 출입구 쪽으로 옮겼으며, 시간 제한 임시 개찰구로 수년 후에 상설 개찰구로 된 것이다.
당역의 승강장은 곡선상에 있어 열차와의 사이가 최대 15cm이다.
2014년도의 설비 투자 계획에서 행선지 안내기 신설되었고, 2016년 7월 현재 개찰구 부근에 설치되어 있다.
2016년 4월 9일 첫차부터 쓰루마키온센역 상행 개찰구 정비 사업의 진척에 의하여 남쪽 출입구가 신주쿠 쪽으로 이동했다.
2017년 3월 4일 첫차부터 쓰루마키온센역 상행 개찰구 정비 사업 진행으로 과선교가 변경되었다.

### 타는 곳
| 번호 | 노선       | 방향 | 방면                             |
| ---- | ---------- | ---- | -------------------------------- |
| 1    | 오다와라선 | 하행 | 오다와라·하코네유모토 방면       |
| 2    | 오다와라선 | 상행 | 사가미오노·신주쿠· 지요다선 방면 |

## 역 주변

### 북쪽
근래에는 주변에 아파트가 다수 지어졌다.
- 오다큐 개통 40주년 기념 쓰루마키온센 역 부지 현창비 - 오다큐 전철 오다와라선 개통 40주년을 기념하여 만들어졌다.
- 쓰루마키 온천
- 진야 - 쇼기 등의 대국에 자주 사용된 온천 여관.
- 쓰루마키 온천 병원
- 고보산
- 하다노시립 미야나가 타케히코 기념 미술관
- 산와 쓰루마키점

### 남쪽
근래에는 남쪽 출입구도 개발의 일로를 더듬고 있어 역전 정비나 역전의 상점 등이 모여로터리가 완성되고 구름 다리도 있어 주목된다.
- 쓰루마키 우체국
- 오오네 공원
- 오치하타 신사

## 역사
- 1927년 4월 1일: 쓰루마키역으로 영업 개시.
- 1930년 3월 15일: 쓰루마키온센역으로 역명 변경.
- 1937년 9월 1일: 급행 정차역이 됨.
- 1944년
  - 10월 20일: 다시 쓰루마키역으로 역명 변경.
  - 11월: 태평양 전쟁의 전황 악화로 인한 급행 운행 중단.
- 1945년 6월: 과거에 신주쿠 ~ 이나다노보리토역 구간만을 운행하던 각역정차가 전 노선에서 운행하게 되어 각역정차의 정차역이 됨과 동시에 "직통"은 폐지됨.
- 1946년 10월 1일: 준급이 설정되어 정차역이 됨.
- 1949년 10월 1일: 급행이 부활되면서 정차역이 됨.
- 1955년 3월 25일: 통근급행이 설정되어 정차역이 됨.
- 1958년 4월 1일: 다시 쓰루마키온센역으로 역명 변경.
- 1960년 3월 25일: 통근준급이 설정되어 정차역이 됨.
- 2004년 12월 11일: 쾌속급행, 구간준급이 설정되어 정차역이 됨.
- 2008년: 슬로프(북문), 다목적 화장실 촉지 안내판 설치.
- 2012년 3월 17일: 혼아쓰기 이서 구간에서 구간준급 설정이 없어지고 정차역 해제.

## 사진

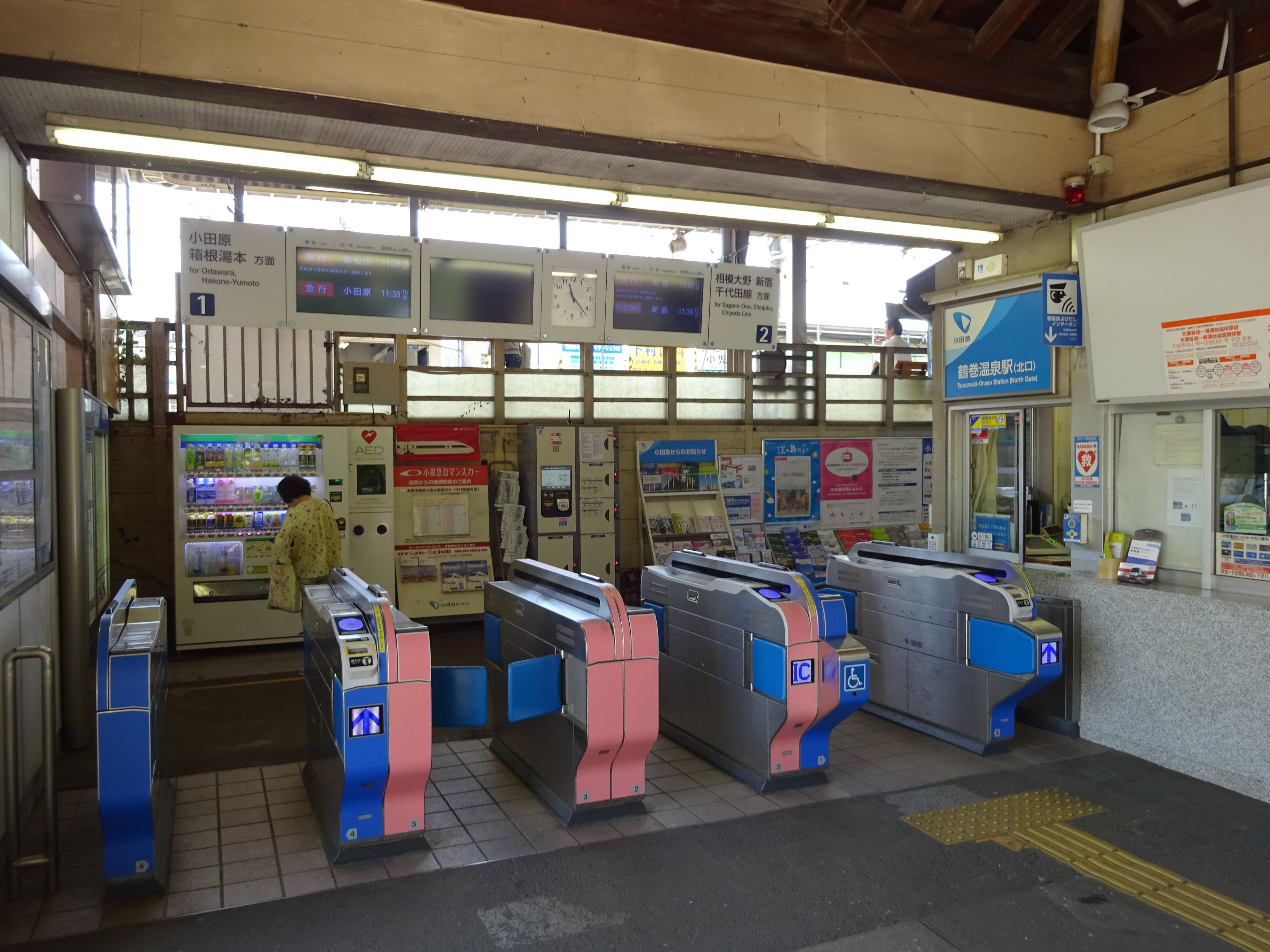
북쪽 개찰구

## 인접역
| 오다큐 오다와라선          | 오다큐 오다와라선            | 오다큐 오다와라선                      |
| -------------------------- | ---------------------------- | -------------------------------------- |
| OH 36 이세하라 신주쿠 방면 | ■ 쾌속급행 ■ 급행 ■ 각역정차 | 도카이다이가쿠마에 OH 38 오다와라 방면 |